# Debut (album av Björk)
Debut är ett musikalbum av den isländska sångerskan och musikern Björk, utgivet i juli 1993 på One Little Indian Records. Albumet är hennes första soloalbum efter att hon lämnat rockgruppen The Sugarcubes och ytterligare en rad grupper under 80-talet. Trots titeln är det inte hennes allra första solodebut; redan 1977 utkom nämligen det självbetitlade albumet Björk. För produktionen samarbetade Björk med den brittiske producenten Nellee Hooper, som också varit med och skrivit några av låtarna.
Fem framgångsrika singlar släpptes från detta album: "Human Behaviour", "Venus as a Boy", "Play Dead" och "Big Time Sensuality" samt "Violently Happy".

## Låtlista
| Nr  | Titel                                                               | Kompositör                     | Längd |
| --- | ------------------------------------------------------------------- | ------------------------------ | ----- |
| 1.  | Human Behaviour                                                     | Björk, Nellee Hooper           | 4:10  |
| 2.  | Crying                                                              | Björk, Hooper                  | 4:52  |
| 3.  | Venus as a Boy                                                      | Björk                          | 4:42  |
| 4.  | There's More to Life Than This (Inspelad live vid Milk Bar Toilets) | Björk, Hooper                  | 3:21  |
| 5.  | Like Someone in Love                                                | Johnny Burke, Jimmy Van Heusen | 4:33  |
| 6.  | Big Time Sensuality                                                 | Björk, Hooper                  | 3:57  |
| 7.  | One Day                                                             | Björk                          | 5:24  |
| 8.  | Aeroplane                                                           | Björk                          | 3:54  |
| 9.  | Come to Me                                                          | Björk                          | 4:55  |
| 10. | Violently Happy                                                     | Björk, Hooper                  | 4:59  |
| 11. | The Anchor Song                                                     | Björk                          | 3:32  |

| 12. | Play Dead | Björk, David Arnold, Jah Wobble | 3:56 |

| 12. | Atlantic  | Björk                           | 2:04 |
| 13. | Play Dead | Björk, David Arnold, Jah Wobble | 3:58 |

## Listplaceringar och certifieringar
| Listor (1993)                  | Högsta placering |
| ------------------------------ | ---------------- |
| Australien ARIA Albums Chart   | 10               |
| Nya Zeeland RIANZ Albums Chart | 5                |
| Brittiska albumlistan          | 3                |
| USA Top Heatseekers            | 1                |
| USA Billboard 200              | 61               |

| Region         | Tilldelare | Certifiering |
| -------------- | ---------- | ------------ |
| Kanada         | CRIA       | Guld         |
| Sverige        | IFPI       | Guld         |
| Storbritannien | BPI        | 2× Platina   |
| USA            | RIAA       | Platina      |